# Gauche unie (Saint-Marin)
Pour les articles homonymes, voir Gauche unie.
La Gauche unie (en italien : Sinistra Unita, abrégé en SU) est un ancien parti politique saint-marinais fondé en 2012. Il a d'abord été une coalition politique saint-marinaise fondée le 2 août 2006 par la Refondation communiste saint-marinaise - rassemblant les communistes saint-marinais qui avaient refusé en 1990 la transformation du Parti communiste saint-marinais en Parti progressiste démocrate saint-marinais — et le Parti de la gauche, issu de l'aile gauche du Parti des démocrates (lui-même issu du PPDSM).
Cette alliance obtient 8,67 % des voix et cinq sièges sur 60 lors des élections générales de 2006. En 2008, la Gauche unie se présente aux élections alliée au Parti des socialistes et des démocrates et au Mouvement des démocrates du centre au sein de la coalition Réformes et liberté. Son résultat est quasiment identique à celui de 2006 : 8,57 % des voix et cinq sièges.
Pour les élections de 2012, l'alliance, devenue parti politique plus tôt durant l'année, s'allie au nouveau parti Mouvement citoyen Civic 10 et forme une coalition appelée Citoyenneté active. Cette coalition finit troisième avec 16,08 % des voix et neuf sièges. Le parti progresse légèrement à 9,14 % et reste à cinq sièges.
En 2016, la Gauche unie forme une liste commune pour le scrutin, appelée Gauche démocrate et socialiste, avec deux nouveaux partis politiques, les Progressistes et réformistes et le Laboratoire démocratique de Saint-Marin. Il s'allie avec la liste centriste République du futur, formée des partis Alliance populaire et Union pour la République, ainsi que son allié du dernier scrutin, le Mouvement citoyen Civic 10, dans la coalition Adesso.sm (Maintenant.sm). Le soir du vote, Adesso.sm arrive en deuxième place avec 31,43 % des voix et 20 sièges. La liste de la Gauche unie progresse à 12,11 % et huit sièges. Cependant, comme aucune coalition n'a obtenu de majorité absolue, un second tour est nécessaire, qui est disputé entre Adesso.sm et Saint-Marin d'abord, la coalition emmenée par le Parti démocrate-chrétien. Adesso.sm remporte finalement le second tour avec 57,92 % des voix et forme le gouvernement, avec 35 sièges. La Gauche unie et ses alliés obtiennent 14 sièges.
Le 10 novembre 2017, le parti est dissous et il est fusionné au sein du nouveau parti Gauche socialiste démocratique (en).

## Résultats électoraux
| Année | %     | Sièges  |
| ----- | ----- | ------- |
| 2006  | 8,67  | 5 / 60  |
| 2008  | 8,57  | 5 / 60  |
| 2012  | 9,14  | 5 / 60  |
| 2016  | 12,11 | 8 / 60  |
| 2016  | 12,11 | 14 / 60 |